# Palaeodocosia flava
Palaeodocosia flava är en tvåvingeart som först beskrevs av Edwards 1913.  Palaeodocosia flava ingår i släktet Palaeodocosia och familjen svampmyggor. Inga underarter finns listade i Catalogue of Life.